# Ostrhauderfehn
Ostrhauderfehn is een gemeente in de Duitse deelstaat Nedersaksen, gelegen in het Landkreis Leer. De gemeente ligt in het Overledingerland, een streek in Oost-Friesland. De gemeente telt 11.322 inwoners op een oppervlakte van 51 km².

## Geografie
Het grondgebied van de gemeente bestaat overwegend uit veengronden, die vanaf eind achttiende eeuw werden ontgonnen. Alleen het gebied rond het dorp Potshausen, aan de Leda, is veel ouder en ligt in een rivieroeverlandschap.

## Geschiedenis
In 1765 verzochten vijf kooplieden aan de koning van Pruisen om hun een vergunning te verstrekken voor de afgraving van hoogveen. Deze toestemming kwam er op 19 april 1769. Deze datum geldt als begin van de geschiedenis van Ostrhauderfehn. Met de bouw van de Petruskerk werd in 1894 begonnen.
Ostrhauderfehn behoorde tot 31 december 2004 tot het Regierungsbezirk Weser-Ems, dat vanaf die datum ophield te bestaan. Dit was het gevolg van een bestuurshervorming die werd doorgevoerd door de deelstaatregering van Nedersaksen.

## Annexaties
Op 1 mei 1970 sloot de gemeente Holtermoor zich vrijwillig aan bij Ostrhauderfehn.
Tijdens de grootschalige gemeentelijke herindeling die in Nedersaksen plaatsvond tussen 1973 en 1978 werd Ostrhauderfehn uitgebreid met de gemeenten Holterfehn, Potshausen, Idafehn en het oostelijk deel van Langholt. Deze fusie werd afgerond in 1974.

## Bestuurlijke indeling
De gemeente bestaat uit de volgende kernen (Ortschaften):
- Ostrhauderfehn
- Holterfehn
- Holtermoor
- Idafehn
- Langholt (gedeeltelijk)
- Potshausen, waaronder Holterbarge, Rinzeldorf en Terheide

## Politiek

### Samenstelling gemeenteraad
De gemeenteraad bestaat uit 26 gekozen leden, plus een zetel voor de gekozen burgemeester. De raad is sinds de verkiezingen in september 2016 als volgt samengesteld:
| Partij                | 2011 | 2016 |
| --------------------- | ---- | ---- |
| SPD                   | 11   | 11   |
| Wählergruppe          | 6    | 6    |
| CDU                   | 5    | 6    |
| Bündnis 90/Die Grünen | 3    | 2    |
| Linke                 | 1    | 1    |

### Burgemeester
De laatste burgemeesterverkiezingen waren in 2006. In Nedersaksen geldt voor de burgemeester een ambtsperiode van acht jaar. Bij de verkiezingen in 2006 werd Günther Harders (partijloos) in de eerste ronde gekozen.